# The Catalogue
The Catalogue (Der Katalog en allemand) regroupe les huit albums studio de la discographie officielle du groupe allemand de musique électronique Kraftwerk, parus de 1974 à 2003,. Attendu depuis 2004, The Catalogue est finalement sorti en octobre 2009 sous la forme d'un coffret sous-titré 12345678 contenant huit CD. Chaque album bénéficie d'un son remasterisé, est présenté avec des pochettes extérieure et intérieure façon vinyl, et est accompagné par un livret de seize pages proposant un visuel plus étoffé et mis à jour. Diverses petites modifications (changements de titre, mentions de crédits parfois différentes et plus complètes, etc.) ont été apportées, dont la plus notable est, sur l'album no 6, le remplacement de la version d'origine The Telephone Call par les versions remix du Maxi-45 tours du même nom.
Outre le coffret (qui est une édition limitée), chaque album du Catalogue est disponible séparément, en CD mais également en vinyl. Une édition spéciale proposant des vinyls translucides colorés assortis pour chaque album (bleu pour Autobahn, jaune pour Radio-Activity, rouge pour The Man-Machine, etc.) est notamment sortie en 2020 pour célébrer le cinquantenaire de Kraftwerk. Les albums du Catalogue de 2009 sont labellisés « Kling Klang Digital Master », ce qui permet de les distinguer des éditions originales et éventuelles rééditions précédentes.

## Liste des albums
1. Autobahn (1974)
2. Radio-Activity - (titre allemand : Radio-Aktivität) (1975)
3. Trans-Europe Express - (titre allemand : Trans-Europa Express) (1977)
4. The Man-Machine - (titre allemand : Die Mensch-Maschine) (1978)
5. Computer World - (titre allemand : Computerwelt) (1981)
6. Techno Pop (titré à l'origine : Electric Café) (1986)
7. The Mix (1991)
8. Tour de France (titré à l'origine : Tour de France Soundtracks) (2003)